# Pareas stanleyi
Pareas stanleyi är en ormart som beskrevs av Boulenger 1914. Pareas stanleyi ingår i släktet Pareas och familjen snokar. Inga underarter finns listade i Catalogue of Life.
Denna orm förekommer med flera från varandra skilda populationer i Kina. Den hittades i provinserna Fujian, Zhejiang, Guizhou och Sichuan. Arten lever i kulliga områden och i bergstrakter mellan 700 och 1100 meter över havet. Habitatet utgörs av skogar och odlingsmark. Pareas stanleyi har snäckor som föda. Honor lägger 6 till 12 ägg per tillfälle.
För beståndet är inga hot kända. Hela populationen anses vara stabil. IUCN kategoriserar arten globalt som otillräckligt studerad.